# 273 km (rejon oleniński)
273 km (ros. 273 км) – przystanek kolejowy w pobliżu miejscowości Stupienka, w rejonie olenińskim, w obwodzie twerskim, w Rosji. Położony jest na linii Moskwa - Siebież.